# محمدمهدی سمیعی
محمدمهدی سمیعی (۱۲۹۷، رشت – ۱۶ مرداد ۱۳۸۹، لس آنجلس)، یکی از مدیران بانکی و برنامه‌ریزی ایران و یکی از فن‌سالاران دوران پادشاهی محمدرضا پهلوی بود.
وی سال‌ها، رئیس بانک توسعه صنعتی و معدنی، رئیس بانک مرکزی، رئیس سازمان برنامه و سرانجام رئیس صندوق توسعهٔ کشاورزی بود و در هر یک از این سمت‌ها، تصمیم‌هایی گرفت و در تصمیمات تعیین‌کننده برای تأمین زیرساخت‌های کشور نقش داشت. این واقعیت را که بانک مرکزی ایران، مؤسسه‌ای عاری از فساد، نسبتاً مستقل و به نحو غریبی کارآمد بود به مدیریت او منتسب کرده‌اند.
انجمن حسابداران خبرهٔ ایران در ۲ اسفند ۱۳۵۱ با حمایت مؤثر وی راه‌اندازی شد. وی یکی از ۳۴ بنیان‌گذار این انجمن بود و در همهٔ سال‌های پیش از انقلاب ۱۳۵۷، ریاست شورای عالی این انجمن حرفه‌ای مستقل غیردولتی را برعهده داشت.

## زندگی
مهدی سمیعی، فرزند ابراهیم نبیل سمیعی، سناتور گیلک و عضوی از خاندان باسابقه و فرهنگ‌دوست سمیعی و نوهٔ ادیب‌السلطنه (حسین سمیعی)، شخصیت ادیب و سیاستمداری بود که هم در دوران قاجار و هم در سال‌های اولیهٔ پادشاهی رضاشاه در سیاست و فرهنگ ایران نقش داشت.
او در سال ۱۳۱۴ همراه با گروهی از ایرانیان که در امتحان هوش و استعداد برگزیده شده بودند، برای ادامهٔ تحصیل راهی بریتانیا شد و در ولز به مدرسه و دانشگاه رفت. از آن جمع اپریم اسحاق اقتصاددان چپ‌گرا و از اعضای اولیهٔ مؤثر حزب توده و بعدها استاد اقتصاد در دانشگاه آکسفورد، ابوالقاسم خردجو، بنیان‌گذار بانک توسعهٔ صنعت و معدن و از چهره‌های جهانی‌شده ایران، بوده‌اند.
سمیعی و خردجو و اپریم در بازگشت به ایران در بانک ملی مشغول شدند زیرا به گفته ابتهاج به خرج بانک ملی به خارج فرستاده شده بودند. در این زمان، حزبی را پی‌ریزی کردند که ابوالحسن ابتهاج، رئیس وقت بانک آن را از روی اساسنامهٔ حزبی، بلشویکی دید و با آن درگیر شد، اپریم اسحاق را به جرم آن که عضو حزب توده بود، راند و مهدی سمیعی را به زاهدان تبعید کردند و خردجو نیز رفت تا در بانک‌های بزرگ بین‌المللی بخت خود را بیازماید.
سمیعی در همان زاهدان هم بیکار ننشست و به ساختن مرکزی برای بانک و آموختن حسابداری و بانکداری به جوانان بومی مشغول گردید و ابتهاج ناگزیر حکم معاونت بانک ملی استان را برایش صادر کرد و بعد از بازگشت به تهران هم وی را به معاونت و بعد از آن ریاست ادارهٔ خارجهٔ بانک برگمارد.
همزمان با نهضت ملی کردن نفت، مهدی سمیعی و ابوالقاسم خردجو به خواست دکتر مصدق همراه هیئت خلع ید به آبادان رفتند تا نظارت بر عملیات حسابداری و حسابرسی شرکت نفت را به عهده گیرند.
سقوط دولت مصدق می‌توانست باعث مهاجرت جوانان نخبهٔ ملی‌گرا شود، اما نرمش سپهبد زاهدی نخست‌وزیر بعدی و نیاز کشور به نخبگان مانع از این شد؛ چنان که سمیعی ماند، خردجو هم از یک شغل مدیریتی بین‌المللی در منطقهٔ جنوب شرقی آسیا برگشت. آن‌ها و ده‌ها تن دیگر از جوانان دانش‌آموخته به دعوت شخصیت مستقلی مانند ابوالحسن ابتهاج که خیال‌های بزرگ در سر داشت، به سازمان برنامه رفتند تا شالودهٔ برنامه‌ریزی و تدوین یک برنامهٔ توسعه را بریزند.

### ریاست بر بانک مرکزی ایران
سمیعی به بانک توسعهٔ صنعتی و معدنی رفت، ابتدا معاون و سپس رئیس آن جا شد و در همین مقام بود که توانست با دیگرانی که زمینه‌های تأسیس بانک مرکزی را می‌ریختند همرای شود و از همین رو، بعد از پورهمایون، ریاست بانک مرکزی را به عهده گرفت.

### پس از انقلاب اسلامی ایران
مهدی سمیعی که از نخبگان و یکی از پرمطالعه‌ترین مدیران دهه‌های سی تا پنجاه کشور بود، از معدود مدیران بلندپایه کشور شد که در زمان وقوع انقلاب با همت و حمایت کارکنان صندوق توسعهٔ کشاورزی از آسیب‌ها و قهر انقلابی مصون ماند. کارکنان این صندوق که از مدیر فروتن و ساده‌زیست و کتابخوان خبرها داشتند، روز بعد از پیروزی انقلاب، باخبر شدند که اعضای کمیتهٔ منظریه به خانهٔ سمیعی رفته و او را همانند دیگر صاحب‌مقامان نظام فروپاشیده دستگیر کرده‌اند.
ساعتی بعد کارکنان بانک توسعهٔ کشاورزی –بعضی با خانواده‌هایشان- خود را به مدرسهٔ علوی رساندند و نمایندگان آن‌ها توانستند با رهبر انقلاب دیدار کنند و شمه‌ای از پاکدامنی و درست‌کرداری سمیعی را برای سید روح‌الله خمینی بازگو کنند. خمینی در پاسخ استدلالی کرد و گفت همین که شما کارکنان یک مؤسسه که همه‌تان هم انقلابی هستید از یک مدیر رضایت دارید و به خود زحمت داده به این جا آمده‌اید، بهترین دلیل است برای این که حبس این شخص درست نبود.
همین استدلال موجب شد که سمیعی از حبس رها شود، همان کارکنان بانک توسعهٔ کشاورزی که ده سال شاهد و همراه این مدیر فروتن و مستقل و قاطع بودند، یک ماه بعد هنگامی که مهدی سمیعی از کشور خارج می‌شد در فرودگاه تهران گرد آمدند تا مبادا نابسامانی‌ها و تندروی‌های انقلابیون به او صدمه‌ای برساند. مهدی سمیعی بعد از پایان معالجه با توجه به شرایط کشور، دیگر امکان آن را نیافت که به ایران بازگردد و زادگاه خود رشت را ببیند.
وی در سال‌های بعد به لس‌آنجلس رفت و در آن جا مشاور یکی از بانک‌های بین‌المللی شد و کسی که خدمات بزرگی به ساخت کشور کرده بود سرانجام در آن مقام دور از کشورش، بازنشسته شد. گرچه مدیران بعدی بانک مرکزی و سازمان برنامه در مناسبت‌هایی از وی یاد کرده‌اند.

### زندگی درکالیفرنیا
او که چند سال بعد از مهاجرت از کشور، ناگزیر شد در کالیفرنیا اقامت گزیند و مشاورت یک بانک بزرگ بین‌المللی را عهده‌دار شَوَد، چه زمانی که در اتاقش در بالاترین طبقهٔ یک آسمان‌خراش در لس‌آنجلس به کار مشغول بود و چه روزگارانی که بازنشستگی را پذیرفت و گرفتار کهولت و بیماری‌های آن شد، هرگز از تعقیب سرنوشت مؤسسات و نهادهایی که در شکل گرفتنشان سهم داشت، سدها و کارخانه‌ها و راه‌هایی که زمینه‌شان را هموار کرد و دشت‌های گسترده‌ای که با نظر او به کشاورزی مدرن مجهز گشت دست برنداشت.

## علاقه به هنر
مهدی سمیعی فقط بانک‌دار نبود؛ به موسیقی، نقّاشی و سینما هم دل‌بسته بود. هم مایه‌گذار و هم پیش‌برنده‌ی کار دست‌اندرکاران این هنرها بود.
ابراهیم گلستان نویسنده و فیلم‌ساز، با یادآوری دوستی و آشنایی شصت‌ساله با مهدی سمیعی وی را چنین توصیف می‌کند:
تنها یک بانکدار برجسته نبود. به موسیقی، به نقاشی و به سینما هم دلبسته بود. هم مایه‌گذار و هم پیش‌برندهٔ کار دست‌اندرکاران این هنرها بود. در شیوع و پیشبرد نقاشی در ایران ابتکارهای فراوان کرد و به کارهای نقاشان برجسته مانند هوشنگ پزشک‌نیا و سهراب سپهری و بهمن محصص توجه فراوان داشت و از آنان برای هدیه به بانکداران بزرگ جهان می‌فرستاد و سبب فروش کارهایشان می‌شد. چنان‌که وقتی مرکز مطالعات بانکی را در تهران به راه انداخت، آن را با ده‌ها نمونهٔ برگزیده از کارهای این نقاشان آراست و به نوعی موزه کرد.
در منابع متعدد از جمله یکی از گزارش‌های منتشرشدهٔ سفارت بریتانیا در تهران پیرامون جهش بزرگ اوایل دههٔ چهل و تحولات اقتصادی و اجتماعی تأکید شده «مهدی سمیعی در مقام ریاست بانک مرکزی ایران، علینقی عالیخانی وزیر اقتصاد، ابوالقاسم خردجو در سمت رئیس بانک صنعتی و معدنی و صفی اصفیا در جایگاه رئیس سازمان برنامه و بودجه هماهنگی حیرت‌انگیزی از خود به نمایش گذاشتند».
گنجینهٔ هنری بانک کشاورزی با عنوان مهر هنر نمونهٔ قابل اعتنایی از سلیقهٔ این بانکدار فرهنگی است. هنگامه معمری در مقدمهٔ کتاب کلکسیون مهر هنر چاپ زمستان ۱۳۹۲ به این نکته اشاره کرده است. این آثار هم‌اکنون در ادارهٔ مرکزی بانک کشاورزی تهران قابل مشاهده اند.